# 龚佳禾
龚佳禾（1949年3月—），湖南新化人。中华人民共和国地方官员。
1975年9月加入中国共产党。湖南省武冈师范学校师范专业毕业，清华大学远程教育法律专业本科学历。历任中共绥宁县委副书记，洞口县委副书记，新邵县委副书记、代县长、县长，邵阳市农业银行行长，邵阳市副市长、市委常委、市委副书记等职。2001年6月上调湖南省人民检察院，任党组成员，次年4月任副检察长。2008年2月被任命为湖南省人民检察院检察长。